# Jan von Melen
Jan von Melen, född 11 juni 1947, är en svensk skådespelare.

## Filmografi (urval)
- 1997 – Beck – Lockpojken
- 1997 – Beck – Mannen med ikonerna (TV-film)
- 1997 – Beck – Vita nätter (TV-film)
- 1998 – Beck – Öga för öga (TV-film)
- 1998 – Beck – Pensionat Pärlan
- 2005 – Styckmordet
- 2006 – Sökarna – Återkomsten

## Teater

### Roller (ej komplett)
| År   | Roll | Produktion                    | Regi             | Teater      |
| ---- | ---- | ----------------------------- | ---------------- | ----------- |
| 1994 |      | Kung Lear William Shakespeare | Magnus Bergquist | Riksteatern |